# Leonid Boicu
Leonid Boicu (n. 1 mai 1931, Dondușeni, azi în Republica Moldova - d. 2 mai 1997, Iași) a fost un istoric și cercetător român.

## Biografie
Ciclul primar îl termină la școala din satul natal, Dondușeni. La Iași urmează Liceul Național (actualul Colegiu Național „M. Sadoveanu”) și mai apoi continuă studiile liceale la Liceul „Regele Ferdinand” din Râmnicu Sărat, unde se refugiase între timp cu familia sa. Studiile universitare le face la Facultatea de Istorie-Filologie în cadrul Universității Alexandru Ioan Cuza din Iași.  În 1955, după terminarea studiilor, continuă în domeniul istoriei ca cercetător la Institutul „A.D. Xenopol” al Academiei Române, Filiala Iași, ajungând, în cele din urmă, cercetător științific principal și responsabilul sectorului de istorie universală.
Drept specialist în istoria modernă, s-a concentrat asupra problemelor istoriei României de la mijlocul secolului al XIX-lea, cu precădere spre istoria economiei naționale (oraș, industrie, căi de comunicație). Aduce și un aport de contribuții asupra domeniului relațiilor internaționale ale țărilor române în epoca modernă (relații române-franceze, româno-austriece și româno-polone).
Laureat al Premiului „N. Bălcescu” al Academiei R.S.R. în 1964.

## Lucrări publicate
- Principatele Române în raporturile politice internaționale, secolul al XVIII-lea, 1986
- Diplomația europeană și cauza română 1856-1859, 1978
- A.D. Xenopol, studii privitoare la viața și opera sa, 1972
- Austria și Principatele Române în vremea războiului Crimeii 1853-1856, 1972
- Dezvoltarea economiei Moldovei 1848-1864, 1963
- Adevărul despre un destin politic. Domnitorul Gr. Al. Ghica (1849-1856), 1973
- Geneza chestiunii române ca problemă internațională, 1975
- Despre structura socială a orașului moldovenesc la mijlocul secolului al XIX-lea, în Studii, 1963
- N. Iorga - istoric al relațiilor internaționale ale României în epoca modernă, în „N. Iorga. Omul și opera”, 1971
- Cuza Vodă față de lupta popoarelor pentru emancipare națională, în „Cuza Vodă. In memoriam”, 1973